# 612 Veronika
612 Veronika è un asteroide della fascia principale del diametro medio di circa 37,74 km. Scoperto nel 1906, presenta un'orbita caratterizzata da un semiasse maggiore pari a 3,1561741 UA e da un'eccentricità di 0,2583249, inclinata di 20,82940° rispetto all'eclittica.
Il numero 612 compare anche nel nome (B612) dell'asteroide da cui proviene Il piccolo principe nel romanzo di Antoine de Saint-Exupéry, ma l'origine di questo nome è sconosciuta e quindi non può essere fatta risalire a 612 Veronika, la cui data di scoperta (1906) non corrisponde a quella raccontata nella favola (1909).